# Nationale Frauen-Fußball-Meisterschaft 2006
Die Nationale Frauen-Fußball-Meisterschaft 2006 war die 4. Austragung des Fußball-Pokalwettbewerbs für südkoreanische Vereinsmannschaften der Frauen.
Das Pokalturnier begann am 8. August 2006 und endete am 13. August 2006. Die Spiele wurden in Heuingseong-gun, Heuingseong-gun-Stadion ausgetragen.

## Teilnehmende Mannschaften
Am Pokalturnier nahmen die vier Mannschaften Gyeongnam Daekyo Kangerous WFC, Incheon INI Steel WFC, Chungnam Ilhwa Chunma WFC und Seoul WFC teil.

## Gruppenphase
| Pl. | Verein                             | Sp. | S | U | N | Tore    | Diff. | Punkte |
| --- | ---------------------------------- | --- | - | - | - | ------- | ----- | ------ |
| 1.  | Gyeongnam Daekyo Kangerous WFC (P) | 3   | 2 | 1 | 0 | 005:300 | +2    | 07     |
| 2.  | Seoul WFC                          | 3   | 1 | 1 | 1 | 004:300 | +1    | 04     |
| 3.  | Incheon INI Steel WFC              | 3   | 0 | 3 | 0 | 001:100 | ±0    | 03     |
| 4.  | Chungnam Ilhwa Chunma WFC          | 3   | 0 | 1 | 2 | 002:500 | −3    | 01     |

| 8. August 2006                 |     |                                |
| Seoul WFC                      | 1:2 | Gyeongnam Daekyo Kangerous WFC |
| 8. August 2006                 |     |                                |
| Incheon INI Steel WFC          | 0:0 | Chungnam Ilhwa Chunma WFC      |
| 10. August 2006                |     |                                |
| Incheon INI Steel WFC          | 0:0 | Gyeongnam Daekyo Kangerous WFC |
| 10. August 2006                |     |                                |
| Chungnam Ilhwa Chunma WFC      | 0:2 | Seoul WFC                      |
| 13. August 2006                |     |                                |
| Seoul WFC                      | 1:1 | Incheon INI Steel WFC          |
| 13. August 2006                |     |                                |
| Gyeongnam Daekyo Kangerous WFC | 3:2 | Chungnam Ilhwa Chunma WFC      |